# روسلان آوشيف
روسلان سلطانوفيتش آوشيف (ولد 29 أكتوبر 1954) هو سياسي روسي سابق من الإنغوش. كان رئيساً لإنغوشيا من مارس 1993 إلى ديسمبر 2001. كان من المقرر أن يكون أصغر ضابط في الجيش السوفيتي يصل إلى رتبة فريق. مُنح لقب بطل الاتحاد السوفيتي في 7 مايو 1982 لأعماله في أفغانستان. ظهر آوشيف كأكثر سياسي مشهور في إنغوشيا، بعد الحفاظ على السلام والاستقرار خلال الحرب الشيشانية الأولى.